# A·R·拉赫曼
阿拉·拉卡·拉赫曼（1966年1月6日—）是印度一位音乐家。他于20世纪90年代开始从事电影配乐，曾获得过14次印度电影观众奖、2次奥斯卡金像奖、2次格莱美奖、1次英国电影学院奖、1次金球奖。
出生于印度泰米尔纳德邦金奈一个泰米尔人家庭。其父亲R. K. Shekhar是一位给马拉雅拉姆语和泰米尔语电影配乐的作曲家。他受家庭影响，很早就接触了音乐乐器的学习。曾在英国圣三一音乐学院学习古典音乐。